# Suarius tigridis
Suarius tigridis är en insektsart som först beskrevs av Morton 1921.  Suarius tigridis ingår i släktet Suarius och familjen guldögonsländor. Inga underarter finns listade i Catalogue of Life.